# 滝川具近
滝川 具近（たきがわ ともちか）は、江戸時代後期の旗本。通称は三郎四郎。

## 生涯
禄高1200石の旗本・滝川監物（『寛政重修諸家譜』の滝川監物具昌か）の子（または養子）。
天保15年（1844年）、小姓組の番士から使番に任命され、布衣の着用を許された。弘化4年（1847年）4月、惣領（嫡男）の銀蔵（具挙）が召し出されて小姓組に入番した。
同年7月、使番から1年交代で出向する大坂目付代を命ぜられ、大坂に赴任した。翌嘉永元年（1848年）11月、大坂目付代の任期を満了して江戸に戻った。
嘉永7年（1854年）1月、前年に浦賀に来航して開国を求めたペリーの率いるアメリカ艦隊が再来航すると神奈川に偵察として派遣された。
同年11月に現職の使番のまま没した。
嫡男の滝川具挙が跡を継ぎ、幕末に大目付になった。次男は旗本京極家（2000石）に養子入りして京極高朗を名乗り、文久遣欧使節の目付を務めた。三男は旗本蜷川家（500石）に養子入りして蜷川親従を名乗るが早逝、四男がその末期養子に入って蜷川親敬を名乗り、幕府陸軍の将校になった。